# Everywhere
| Оценки критиков      | Оценки критиков |
| Источник             | Оценка          |
| -------------------- | --------------- |
| Allmusic             | [ 1 ]           |
| Entertainment Weekly | B               |
| Los Angeles Times    | [ 3 ]           |

Everywhere — четвёртый студийный альбом американского кантри-певца Тима Макгро, изданный 3 июня 1997 года на студии Curb Records. Альбом достиг № 2 в чарте Billboard 200 и 11 недель был № 1 в кантри хит-параде Top Country Albums (в 3-й раз подряд в его карьере). Тираж альбома превысил 4 млн копий и он получил 4-кр. платиновый статус RIAA.
Альбом получил умеренные отзывы музыкальной критики и интернет-изданий, удостоился номинации American Music Awards в категории «Лучший кантри-альбом года» (Favorite Country Album). Песня «It’s Your Love» (дуэт с его молодой супругой Фэйт Хилл) была номинирована на две премии Грэмми в категориях Лучший совместный кантри-вокал и Лучшая кантри-песня и выиграла 4 премии Academy of Country Music Awards (включая Лучший сингл, песню и видео года). Четыре сингла («It’s Your Love» 6 недель № 1; «Everywhere (Tim McGraw song)», 2 недели № 1; «Just to See You Smile», 6 недель № 1; «Where the Green Grass Grows», 4 недели № 1) возглавили кантри-чарт Hot Country Songs (№ 1 в 1997 и 1998 годах), причём два из них были названы журналом Billboard лучшими кантри-песнями года в 1997 (It’s Your Love) и 1998 (Just to See You Smile) годах.

## Список композиций
1. «Where the Green Grass Grows» (Jess Leary, Craig Wiseman) — 3:22
2. «For a Little While» (Steve Mandile, Jerry Vandiver, Phil Vassar) — 3:33
3. «It's Your Love» (Stephony Smith) — 3:45
  - дуэт с Фэйт Хилл
4. «Ain’t That the Way It Always Ends» (Skip Ewing, Don Sampson) — 2:47
5. «I Do but I Don’t» (Mark Nesler, Tony Martin) — 3:28
6. «One of These Days» (Marcus Hummon, Monty Powell, Kip Raines) — 4:41
7. «Hard on the Ticker» (Craig Wiseman, Gary Loyd) — 3:40
8. «Everywhere» (Mike Reid, Craig Wiseman) — 4:50
9. «Just to See You Smile» (Nesler, Martin) — 3:34
10. «You Just Get Better All the Time» (Tony Joe White, Johnny Christopher) — 3:21
11. «You Turn Me On» (Billy Lawson) — 3:41

## Чарты

### Альбом
| Чарт (1997)                           | Лучший результат |
| ------------------------------------- | ---------------- |
| Австралия Australian Albums Chart     | 40               |
| Канада Canadian RPM Country Albums    | 1                |
| Канада Canadian RPM Top Albums        | 8                |
| США U.S. Billboard Top Country Albums | 1                |
| США U.S. Billboard 200                | 2                |

### Синглы
| Год  | Сингл                               | Лучший результат | Лучший результат | Лучший результат |
| Год  | Сингл                               | US Country       | US               | CAN Country      |
| ---- | ----------------------------------- | ---------------- | ---------------- | ---------------- |
| 1997 | «It’s Your Love» (дуэт с Фэйт Хилл) | 1                | 7                | 1                |
| 1997 | «Everywhere»                        | 1                | —                | 2                |
| 1997 | «Just to See You Smile»             | 1                | —                | 1                |
| 1998 | «One of These Days»                 | 2                | 74               | 1                |
| 1998 | «Where the Green Grass Grows»       | 1                | 79               | 1                |
| 1998 | «For a Little While»                | 2                | 37               | 3                |

## Сертификации
| Регион                | Сертификаты   |
| --------------------- | ------------- |
| Канада (Music Canada) | 2× Платиновый |
| США (RIAA)            | 4× Платиновый |